# 本下田村
本下田村（もとしただむら）は、かつて新潟県南蒲原郡にあった村。

## 沿革
- 1889年（明治22年）4月1日 - 町村制の施行により、南蒲原郡吉ケ平村、遅場村、葎谷村、早水村、濁沢村、牛野尾村、長野村、大谷村、笠堀村、塩野淵村、栗山村、名下村、大谷地村、南五百川村、北五百川村及び院内村の区域をもって、南蒲原郡本下田村が発足する。
- 1901年（明治34年）11月1日 - 南蒲原郡四ツ沢村、本下田村及び前谷村の区域の一部が合併して、南蒲原郡森町村が発足する。